# Martin Gombert
Martin Gombert est un homme politique français né le 29 mars 1749 à Chaumont (Haute-Marne) et décédé le 23 février 1833 à Rizaucourt (Haute-Marne).
Cultivateur à Mareilles, il est élu suppléant pour le tiers état, aux états généraux de 1789, pour le bailliage de Chaumont-en-Bassigny. Il est admis à siéger le 23 décembre 1789 en remplacement de Morel, démissionnaire.

## Sources
- « Martin Gombert », dans Adolphe Robert et Gaston Cougny, Dictionnaire des parlementaires français, Edgar Bourloton, 1889-1891 [détail de l’édition]